# Selma Cwojdzinska
Selma Cwojdzinska (geboren als Selma Fischer am 30. Juni 1888 in Berlin; gestorben wohl nach 1963; Pseudonyme: Oktavia Wessel, Billa Schroedter) war eine deutsche Journalistin, Schriftstellerin und Kommunalpolitikerin.

## Leben
Über das Leben von Selma Cwojdzinska ist nur wenig bekannt. In Berlin als Tochter Düsseldorfer Eltern geboren, besuchte Selma Fischer Schulen in Berlin, Düsseldorf und Leipzig, zuletzt das katholische Mädchengymnasium Theresienschule der Herz-Jesu-Gemeinde in Berlin-Prenzlauer Berg. Als 16-jährige Abiturientin plante sie zunächst das Studium der Mathematik, gab diesen Plan jedoch bald zugunsten der Schriftstellerei auf. Erste Arbeiten erschienen zunächst in Zeitungen.
Selma Fischer heiratete spätestens 1919 den polnischen Mathematiker Kasimir Cwojdzinski, mit dem sie ab 1920 in der Grolmanstraße 67 II in Berlin-Charlottenburg gemeldet war. Ihre ersten Einzelveröffentlichungen, die Novellensammlung Heilige Narren sowie der Roman Der kleine Gigin, erschienen im Jahr 1919 bereits unter dem Namen Selma Fischer-Cwojdzinska.
1921 veröffentlichte Selma Cwojdzinska den Roman Die Erlösten. Geschichte einer Oper, von dem 1923 eine zweite Auflage gedruckt wurde. Gleichzeitig war sie journalistisch unter ihrem Mädchennamen Selma Fischer tätig; so erscheinen 1922 und 1923 Feuilletons und Reportagen in der linksliberalen Berliner Volks-Zeitung, bei der zu dieser Zeit auch Carl von Ossietzky und Theodor Wolff tätig waren.
1925 gewann Selma Cwojdzinska den 4. Preis eines Novellenwettbewerbs der Wiener Zeitschrift Die Kultur für ihr Werk Das Kreuz am Wege. Etwa zu dieser Zeit endete die Beziehung von Selma Cwojdzinska mit ihrem Mann Kasimir, das Berliner Adressbuch weist sie ab 1927 als alleinige Bewohnerin der Wohnung in der Grolmanstraße 67 aus.

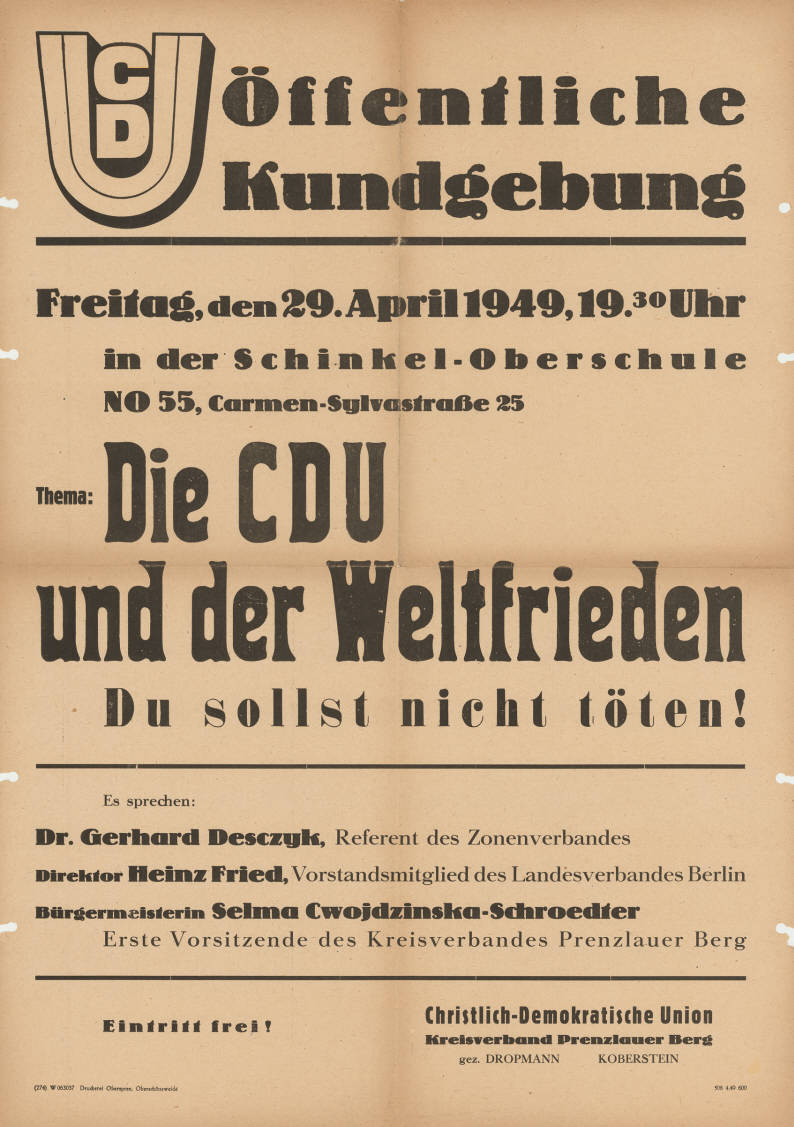
Plakat einer Kundgebung der CDU mit einer Rede von Selma Cwojdzinska

Ihren ohne Zweifel größten Erfolg als Schriftstellerin hatte Selma Cwojdzinska 1927 mit dem Roman Zwischen Traum und Leben, der unter dem wohl nur hier verwandten Pseudonym Oktavia Wessel im S. Fischer Verlag erschien, einer der damals renommiertesten Adressen für deutschsprachige Literatur. Der Lektor des Fischer-Verlages Oskar Loerke empfahl die Annahme des Manuskripts mit dem Satz: „Der sollte gebracht werden!“; der Verlagschronist Peter de Mendelssohn berichtet: „Selma Cwojdzinska präsentierte sich nach zwei unerheblichen, anderwärts erschienenen Romanen hier unversehens als Meisterin. [...] Die Entrückung der Wirklichkeit in den Traum und das Vordringen der Traumvorgänge in die Wirklichkeit war mit einer Könnerschaft gelungen, wie sie nur Bang besaß.“ Der Roman schildert die seelische Zerrissenheit der Protagonistin Julie, einer modernen Frau aus einer Großstadt der Weimarer Republik.
In den nachfolgenden Jahren beendete Selma Cwojdzinska eine Promotion, da sie ab 1930 als Dr. Selma Cwojdzinska zitiert wird. Während der Zeit des Nationalsozialismus erschienen keine literarischen Werke von Selma Cwojdzinska. Peter de Mendelssohn zählt Selma Cwojdzinska daher zu den Autoren, deren schriftstellerische Entwicklung durch die politischen Verhältnisse im Deutschen Reich nach 1933 unterbrochen wurde. Selma Cwojdzinska verbrachte die Kriegszeit in Berlin und wurde im Adressbuch unverändert als Schriftstellerin genannt.
1947 publiziert Selma Cwojdzinska ihren letzten Roman Alter Mann mit Schnallenschuhen sowie zwei Hörspiele. 1951 erscheint ein Groschenroman Die Buße der Mathilde Stössing unter dem Pseudonym Billa Schroedter, danach sind keine weiteren Einzelpublikationen mehr bekannt. Vereinzelt finden sich noch Beiträge in Sammelwerken.

### Politisches Engagement
Nach dem Krieg engagierte sich Selma Cwojdzinska kommunalpolitisch, von 1948 bis 1950 war sie Erste Vorsitzende des Kreisverbandes Prenzlauer Berg der CDU. Versammlungsplakate von 1949 weisen sie als Bürgermeisterin aus. Nach dem Krieg lebte sie in der Wisbyer Straße 5 in Berlin-Prenzlauer Berg.
Ort und Datum ihres Todes sind unbekannt.

## Werke
Selbstständige Publikationen
- (Pseud. Selma Fischer-Cwojdzinska) Heilige Narren. Zwei Novellen. A. Scherl Verlag, Berlin 1919. - Enthält die Novellen Der neue Messias und Jontek der Narr.
- (Pseud. Selma Fischer-Cwojdzinska) Der kleine Gigin. Roman aus dem Theater- und Schauspielerkreis. Ora Verlag, Berlin o. J. (1919).
- (Pseud. Selma Fischer-Cwojdzinska) Die Erlösten. Die Geschichte einer Oper. Roman. A. Scherl Verlag, Berlin 1921 (2. Auflage 1923).
- (Pseud. Oktavia Wessel) Zwischen Traum und Leben. Roman. S. Fischer Verlag, Berlin 1927.
- (Pseud. Billa Schroedter) Kassubeits große Chance. Romanheft aus der Reihe „Roman für Alle“.
- (Pseud. Billa Schroedter) Alter Mann mit Schnallenschuhen. Roman. Franckh'sche Verlagsbuchhandlung, Stuttgart 1947.
- (Pseud. Billa Schroedter) Die Buße der Mathilde Stössing. Gold-Roman, Bd. 89. Zauberkreis Verlag, Bühl/Baden [1951].

Fortsetzungsroman
- (Pseud. Billa Schroedter) Der Mann vom Grill. Roman, erschienen in Neue Berliner Illustrierte, 2. Jahrgang 1946, Ausgaben 2 bis 25. Allgemeiner Deutscher Verlag, Berlin 1946.

Hörspiele
- Die Uhr. 1946.
- Dreißigtausend Mark. 1947.